# Vizella philothecae
Vizella philothecae är en svampart som beskrevs av Cunningt. 2005. Vizella philothecae ingår i släktet Vizella och familjen Vizellaceae.   Inga underarter finns listade i Catalogue of Life.